# جانديرا
جانديرا هي مدينة، وبلدية في البرازيل، تتبع ساو باولو، بلغ عدد سكانها 91٬807  نسمة، في 2000، تبلغ مساحتها 17٫523 كيلومتر مربع.

## الموقع
تشترك في الحدود مع:
- بارويري.